# National Union of Women’s Suffrage Societies

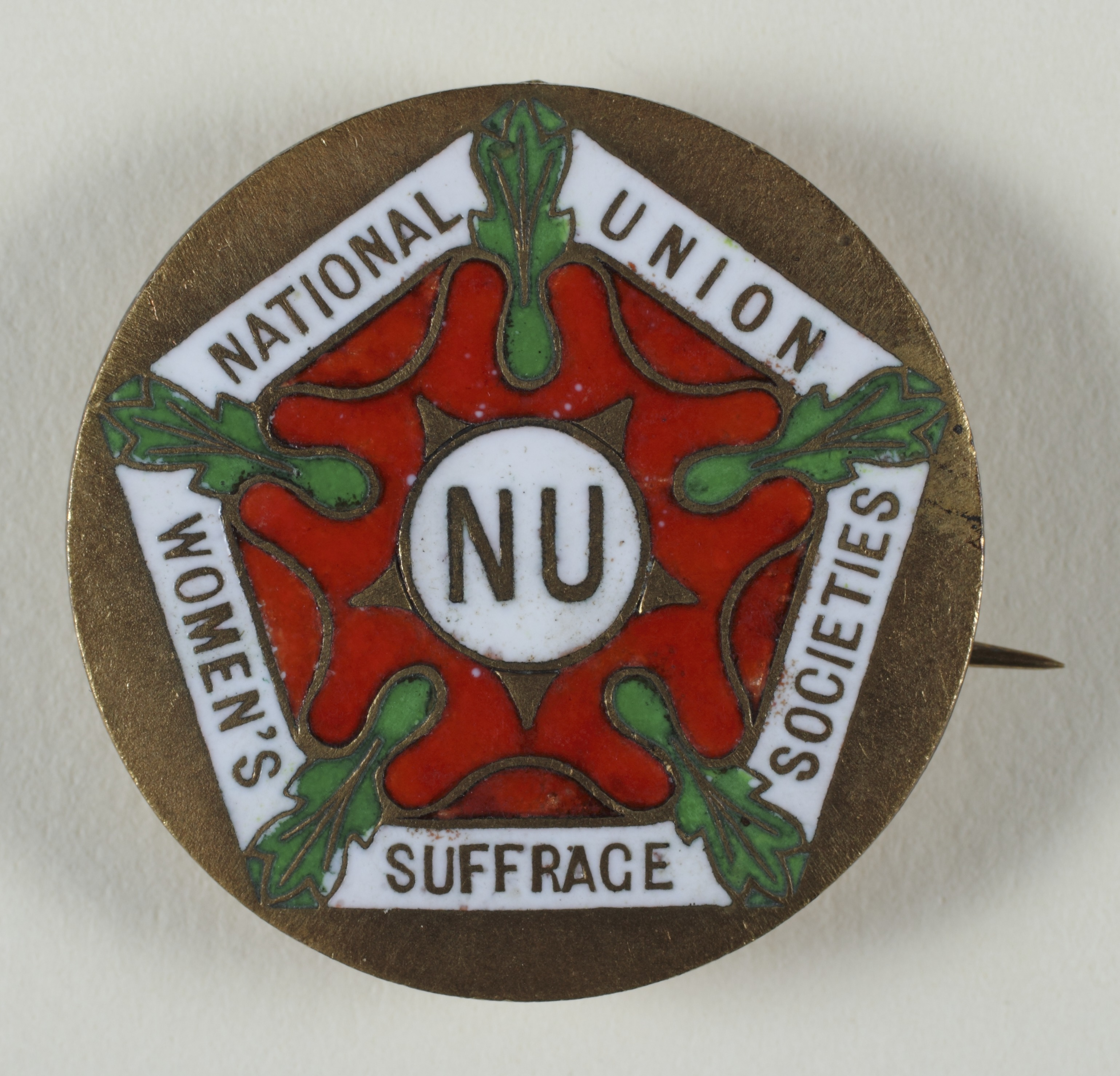
Abzeichen der NUWSS

Die National Union of Women’s Suffrage Societies (NUWSS) (deutsch: Nationale Union der Gesellschaften für Frauenwahlrecht) war ein Verband der Frauenwahlrechtsvereine des Vereinigten Königreichs von 1897, die das Frauenwahlrecht durch Überzeugung und rechtlich einwandfreie Aktionen erreichen wollten. Ihre Mitglieder werden Suffragistinnen genannt.
Im Gegensatz dazu entstanden später kämpferische Suffragetten-Organisationen, wie die 1903 von Emmeline Pankhurst gegründeten britischen Women's Social and Political Union (WSPU).

## Geschichte und Betätigung

### Vorgeschichte

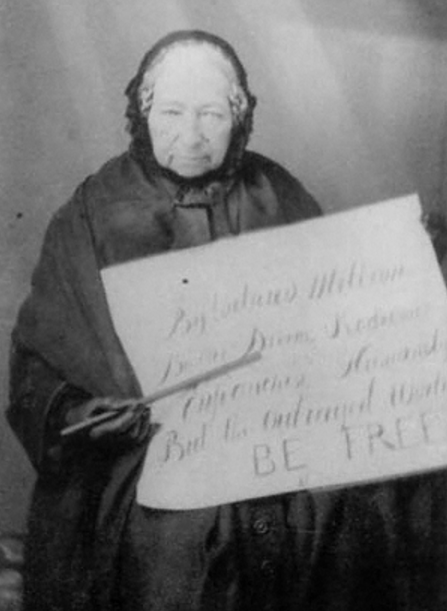
Anne Knight (1855),
Pionierin des Feminismus

Mitte des 19. Jahrhunderts begann allmählich die Bewegung für das Frauenwahlrecht. Im Jahre 1847 erschien das erste bekannte Flugblatt, das die moderne Frauenwahlrechtsbewegung in England präsentierte. Eine Gruppe von Chartistinnen aus Sheffield gründete bereits im Februar 1851 die Sheffield Female Political Association, die erste Frauenwahlrechtsgesellschaft, unter der Führung von Anne Kent und Anne Knight. Schon im Juli veröffentlichte Harriet Taylor Mill den ersten Artikel über Frauenwahlrechte unter dem Titel Enfranchisement of Women im Westminster and Foreign Quaterly Review heraus.
Weitere prominente Frauenwahlrechtlerinnen der frühen Bewegung waren:
- Lydia Ernestine Becker aus Manchester, erste Frau in England, die 1868 eine öffentliche Rede zu diesem Thema gehalten hat und seit Februar 1867 die Manchester Society for Women’s Suffrage leitete,
- Barbara Leigh Smith Bodichon, Gründerin der ersten feministischen Zeitschrift im Vereinigten Königreich 1858, des monatlich erscheinenden English Woman’s Journal, und
- Bessie Rayner Parkes, Chefredakteurin des English Woman’s Journal.

Mit den Mitgliedern Barbara Bodichon, Emily Davies, Frances Buss, Dorothea Beale, Helen Taylor, Elizabeth Wolstenholme Elmy und Elizabeth Garrett Anderson konnte die 1865 gegründete Londoner Kensington Society großen Einfluss gewinnen. Sie organisierten den ersten Aufruf um das Frauenwahlrecht, den die Parlamentarier John Stuart Mill und Henry Fawcett dem Parlament des Vereinigten Königreichs vorlegten. Als das Parlament dagegen stimmte, reorganisierte sich die Kensington Society 1867 zur London Society for Women’s Suffrage. Nach inoffiziellen Bündnissen mit anderen Frauenwahlrechtsgesellschaften in Manchester, Edinburgh und anderen Städten wurde sie als National Society for Women’s Suffrage unter der Leitung von Lydia Becker reorganisiert. Dieses Bündnis ist der späteren National Union of Women’s Suffrage Societies vorausgegangen.

### Organisationsgeschichte
Die National Union of Women’s Suffrage Societies basierte auf viele kleinere Frauenwahlrechtsgesellschaften. Ihre Gründung wurde im Oktober 1896 auf einer Konferenz von etwa 20 dieser Gesellschaften erörtert. In der Literatur wird das Gründungsdatum häufig mit 1897 angegeben, es gibt aber auch abweichende Daten.

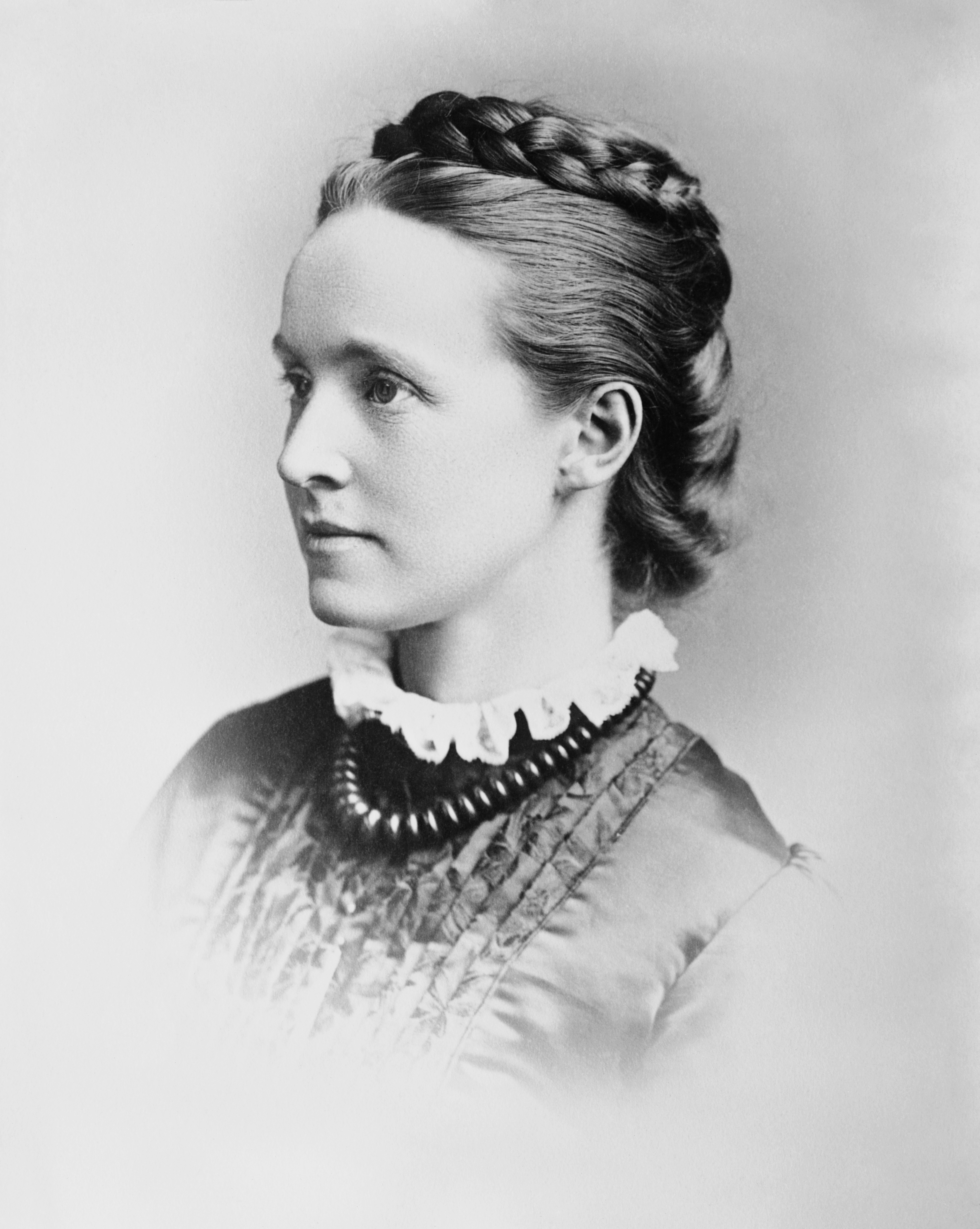
Millicent Fawcett (1913),
Präsidentin der NUWSS

Laut Encyclopædia Britannica (1911) schlossen sich seit 1867 immer mehr einzelne lokale Gesellschaften zusammen. Nach diversen Reorganisationen bildete sich eine Vereinigung aller Frauenwahlrechtsgesellschaften, die sich seit 1896 National Union of Women’s Suffrage Societies nannte. Anlässlich der britischen Wahlen gab es zeitweise bereits im Jahre 1895 einen größeren Zusammenschluss mehrerer dieser Gesellschaften. Später im Jahre 1896 wurde ein politisches Komitee, der Kombinierte Unterausschuss, gebildet, um Druck auf wichtige Mitglieder des Parlaments auszuüben. Im Oktober 1897 wurde nach 12 Monaten auf einem Kongress in Brighton die Organisation der NUWSS in Verbünde vorgenommen. Der Kombinierte Unterausschuss wurde im Jahre 1898 zum Ausschuss der NUWSS reformiert.
Im Jahre 1910 zählte die NUWSS 200 Frauenwahlrechtsgesellschaften. Bis 1913 konnte sie sich bis um mehr als das Doppelte, 449 Gesellschaften, vergrößern. Diese waren stets dezentral und unabhängig in sechzehn Verbünde, der London Society und sechs Universitätsfrauengesellschaften organisiert. Die Satzung der NUWSS untersagte ihren Mitgliedsgesellschaften jedoch eigene politische Aktivitäten und Allianzen.
Seit der Gründung der National Union of Women’s Suffrage Societies 1897 stand ihr bis 1919 Millicent Fawcett als Präsidentin vor. Die Organisation agierte unter ihrer Leitung ausschließlich friedlich und folgte einer konstitutionellen Politik: es wurde lediglich versucht, die Abgeordneten vom Frauenwahlrecht zu überzeugen. Aufgrund dieser eher langsamen Methode spalteten sich im Jahre 1903 mehrere Mitgliedsgesellschaften ab und gründeten die aktivistische und militante Women’s Social and Political Union (WSPU), zu deren Leitung Emmeline Pankhurst und ihre Tochter Christabel Pankhurst gehörten.
Seit dem Jahre 1908 wurde das Organ der NUWSS, The Common Cause, herausgegeben.
Vom Vereinigten Königreich wurde 1918 den Frauen das Frauenwahlrecht gewährt, wenngleich auch nicht in derselben Weise, wie Männern damals das Wahlrecht zustand. Im folgenden Jahr nannte sich die Organisation in National Union of Societies for Equal Citizenship um und setzte sich unter der Leitung von Eleanor Rathbone für die Rechte benachteiligter Frauen und geschlechtsneutrale Wahlen ein.

### Betätigung

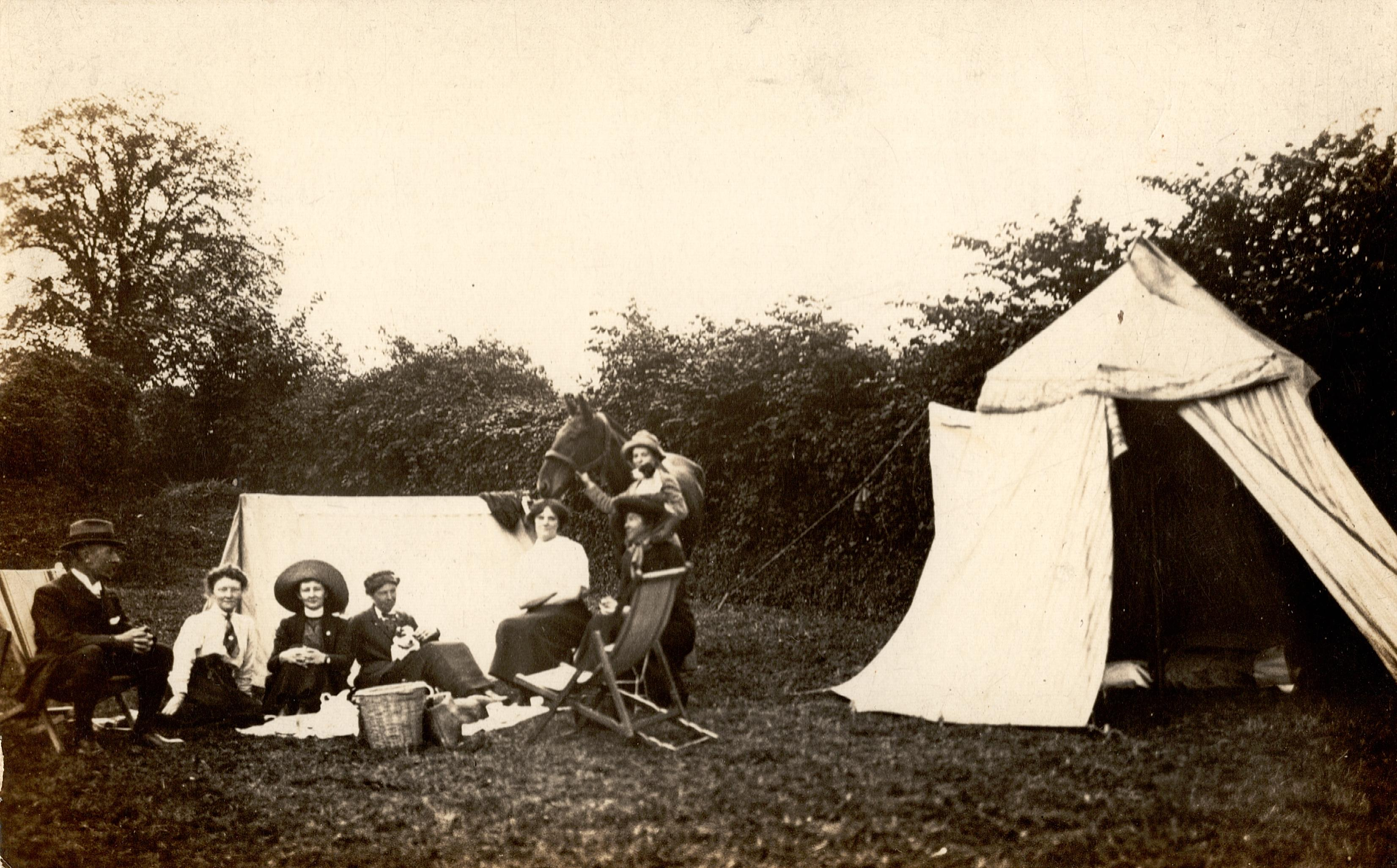
Ein Camp bei Kineton während des Großen Pilgermarsches 1913

Die NUWSS organisierte ihren ersten großen Aktionsmarsch am 9. Februar 1907, der als „Mud March“ (deutsch: Schlamm-Marsch) der Suffragistinnen  bekannt wurde. Mehr als dreitausend Frauen marschierten von der Hyde Park-Corner zum Strand, um das Stimmrecht für Frauen zu fordern. Es war bis dahin die größte Frauenstimmrechts-Demonstration im Vereinigten Königreich. Wegen des heftigen Dauerregens und der durchnässten und schlammbespritzten Frauen erhielt die Demonstration diesen Namen. Später folgten noch andere Großereignisse, wichtig ist der „Große Pilgermarsch“ (englisch: Great Pilgrimage) vom Juni/Juli 1913, bei dem aus allen Landesteilen Frauengruppen wochenlang nach London marschierten, unterwegs Reklame fürs Frauenwahlrecht machten und sich als Menge von 50.000 Teilnehmern im Hyde Park zu einer Kundgebung versammelten.
Fawcett sagte 1911 in einer Ansprache, dass ihre Frauenrechtsbewegung wie „ein Gletscher sei; langsam in der Bewegung, aber unaufhaltsam“ (englisch: „like a glacier; slow moving but unstoppable“).

## Politische Arbeit
Bis 1912 war die NUWSS nicht mit einer Partei verbündet; sie unterstützte einzelne Parlamentskandidaten bei ihrer Wahl, wenn diese das Frauenwahlrecht unterstützten. Diese Position änderte sich, als 1911 die „Conciliation Bill“ vorgelegt wurde. Das Gesetz wurde von einer Mehrheit unterstützt, hatte aber zu wenig Zeit zur Verabschiedung. Die liberale Regierung verließ sich auf die nationalistische Irish Parliamentary Party für die Stimmenmehrheit und bestand darauf, dass stattdessen mehr Zeit für ein weiteres „Irish Home Rule Gesetz“ sein müsse, worauf der Sprecher der Unionisten, Sir James Lowther, gegen das Frauenwahlrecht opponierte.
Ab 1903 war die Labour Party in eine Allianz mit den Liberalen eingebunden und die Führung war uneins über das Problem der weiblichen Emanzipation. Obwohl 1913 eine Parteikonferenz darin übereinstimmte, ein Wahlrechtsgesetz abzulehnen, das das Stimmrecht nicht auf die Frauen ausdehnen würde, änderte die Partei diese erklärte Absicht nach einer Kampagne im Nordwesten Englands. Die Partei unterstützte aber beständig in den Jahren vor dem Krieg das Frauenwahlrecht, ohne dass es eine Mehrheit im Unterhaus erreichte.
Fawcett, eine Liberale, wurde über die Verzögerungstaktik der Partei sehr wütend und half Labour Kandidaten zu Wahlzeiten gegen die Liberalen. 1912 richtete die NUWSS ein Komitee namens „Election Fighting Fund“ (EFF) ein, dem Catherine Marshall vorstand. Das Komitee unterstützte Labour und intervenierte 1913/14 in vier Nachwahlen; Labour gewann zwar keine Wahl, aber die Liberalen verloren zwei davon.
Die NUWSS versuchte durch die Unterstützung Labours Druck auf die Liberalen auszuüben, denn die Zukunft der Liberalen beruhte darauf, dass die Labour Party schwach blieb.

## NUWSS während des Ersten Weltkriegs
Die NUWSS war gespalten zwischen der mehrheitlichen Kriegsfraktion und der Minderheit der Kriegsgegner. Während des Kriegs richtete der Verein ein „Beschäftigtenregister“ ein, so dass die Stellen der Kriegsteilnehmer besetzt werden konnten. Die NUWSS finanzierte Krankenhauseinrichtungen für Frauen, die also nur weibliche Ärzte und Schwestern beschäftigten. Sie halfen während des Ersten Weltkriegs in Frankreich, wie zum Beispiel die „Scottish Women's Hospitals for Foreign Service“.
Die NUWSS unterstützte das Representation of the People Act 1918 (Wahlreformgesetz von 1918), das durch eine „Speaker–Konferenz“ (1917) zustande gekommen war, obwohl es nicht das allgemeine, gleiche Wahlrecht gewährte, wofür die Organisation gekämpft hatte. Sie musste akzeptieren, dass es zu dieser Zeit eineinhalb Millionen mehr Frauen als Männer im Land gab und dass sogar die Freunde des Frauenwahlrechts die männliche Mehrheit aufrechterhalten wollten.

## Aktivitäten nach dem Ersten Weltkrieg

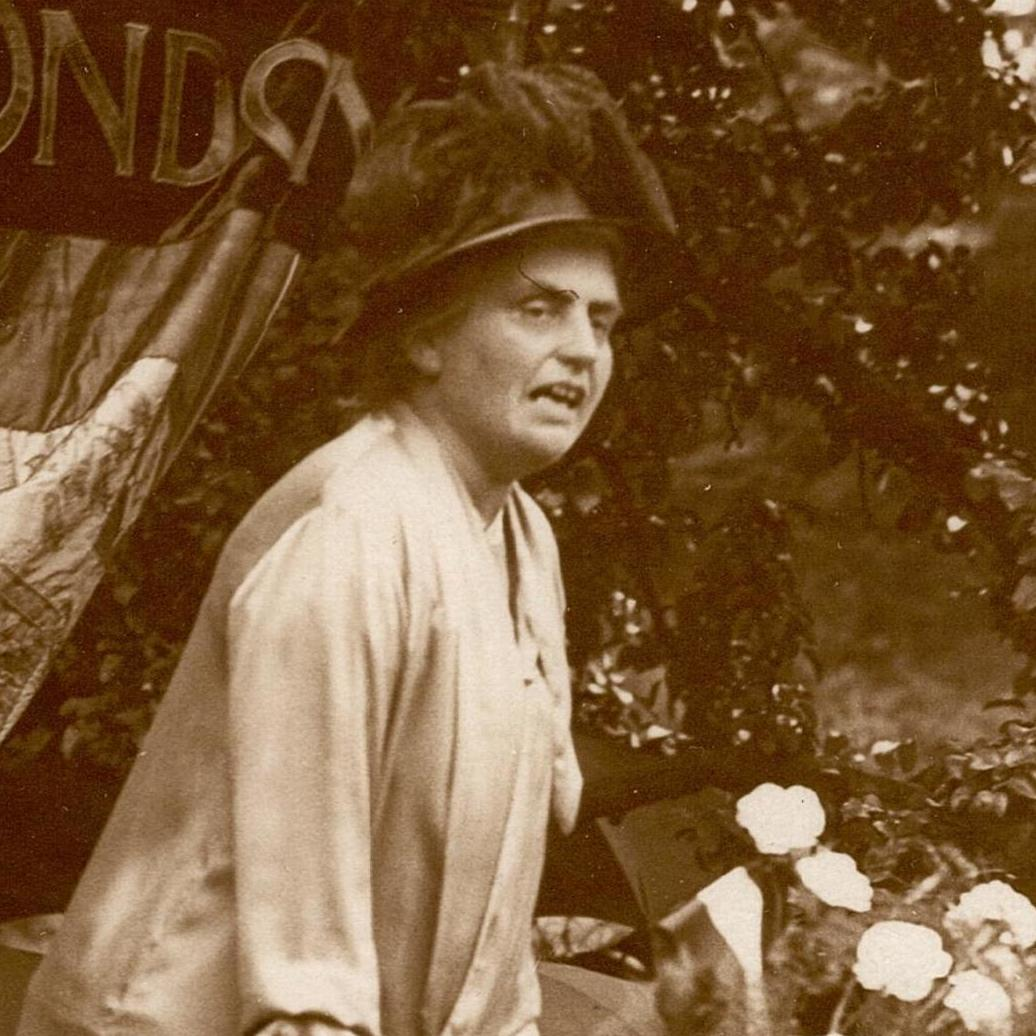
Eleanor Rathbone als Rednerin (um 1910)

1919 benannte sich die NUWSS um in National Union of Societies for Equal Citizenship und wurde fortgeführt unter der Leitung von Eleanor Rathbone. Sie konzentrierte sich auf eine Kampagne zur Gleichheit des Wahlrechts, das dann 1928 erreicht wurde. Sie spaltete sich dann in zwei Vereine auf, das „National Council for Equal Citizenship“, eine kurzlebige Gruppe, die sich mit weiteren Kampagnen für Gleichstellungsgesetze beschäftigte, und in die „Union of Townswomen's Guilds“, die sich auf Erziehungs- und Wohlfahrtsmaßnahmen für Frauen konzentrierte und bis heute weiterexistiert.

## Archive
- Das Archiv der „National Union of Women's Suffrage Societies“ ist in der Women’s Library untergebracht, in der „Library of the London School of Economics“.[7][8]
- Eine Sammlung von NUWSS Materialien gibt es auch in der „John Rylands Library“ in Manchester.[9]

## Wichtige Mitglieder der NUWSS
- Annie Besant (1847–1933), Theosophin, Frauenrechtlerin, Autorin und Politikerin
- Vera Brittain (1893–1970), Schriftstellerin, Feministin und Pazifistin
- Elizabeth Cadbury (1858–1951), Philanthropin
- Margery Corbett Ashby (1882–1981), Frauenrechtlerin und Politikerin
- Lady Florence Dixie (1855–1905), britische Reisende, Journalistin und Schriftstellerin
- Millicent Fawcett (1847–1929), Frauenrechtlerin
- Helen Fraser (1881–1979), schottisch-britische Politikerin
- Sarah Grand (1854–1943), irisch-englische, feministische Autorin
- Katherine Harley (1855–1917), britische Frauenrechtlerin. Während des Ersten Weltkriegs half sie bei der Gründung und Organisation des Frauennotdienstes
- Louisa Lumsden (1840–1935), schottisch-britische Pionierin der Frauenbildung
- Chrystal Macmillan (1872–1937), liberale Politikerin, Rechtsanwältin, Feministin und Pazifistin.
- Eleanor Rathbone (1872–1946), Politikerin und Frauenrechtlerin
- Evelyn Sharp, (1869–1955), englisch-britische Autorin, Journalistin und Pazifistin
- Ellen Wilkinson (1891–1947), Politikerin